# Yang Hui

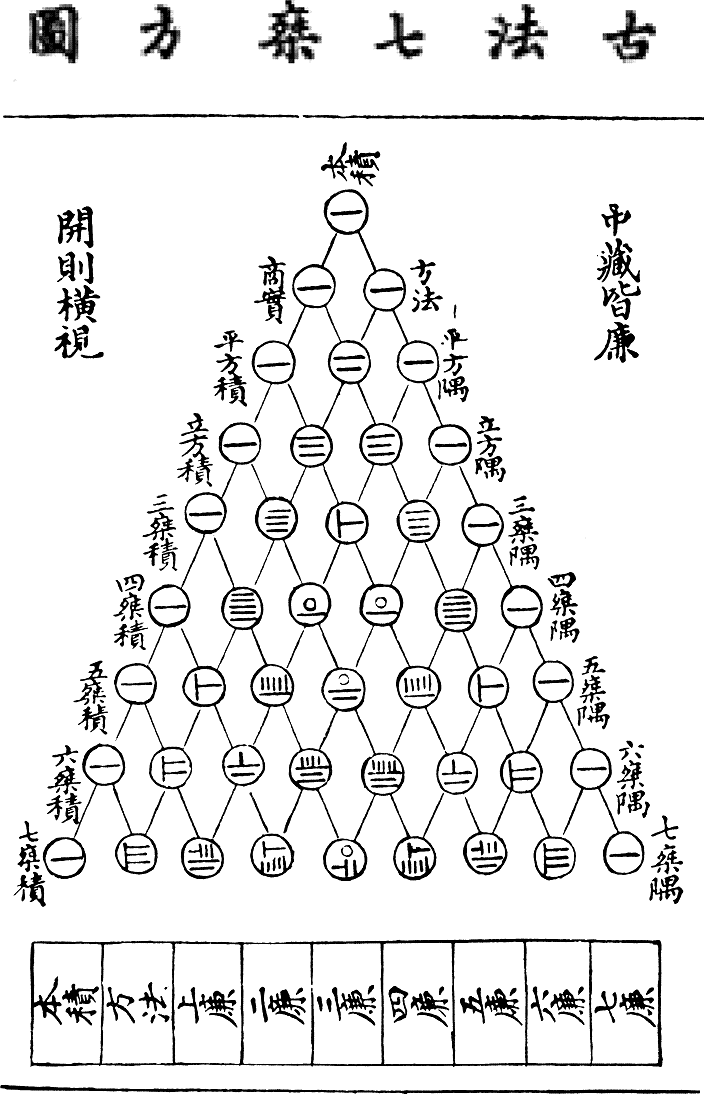
Primer diseño del triángulo de Hui por Zhu Shijie.

Yang Hui (chino simplificado: 杨辉, chino tradicional: 杨辉, pinyin: Yang Hui, ca 1238-1298.), nombre social Qianguang (谦 光), fue un matemático chino de Qiantang (actual Hangzhou), provincia de Zhejiang, durante la Dinastía Song (960-1279 d. C.). Yang trabajó en los cuadrados mágicos, los círculos mágicos y el teorema del binomio; es reconocido por su presentación del Triángulo Yang Hui. Este triángulo, descubierto por su predecesor Xian Yang Jia (贾 宪), era el mismo que el triángulo de Pascal. Yang también fue contemporáneo del conocido matemático Qin Jiushao.

## Escritos
La primera ilustración china del triángulo de Pascal es del libro: Xiangjie Jiuzhang Suanfa (详解九章算法) de 1262 d. C., en el cual Yang da cuenta que su método para encontrar raíces cuadradas y cúbicas utilizando el "triángulo de Yang Hui" fue inventado por el matemático Jia Xian, quien lo expuso alrededor del año 1100 (unos 500 años antes que Pascal) en su libro (ahora perdido) conocido como Ruji Shisuo (如积释锁) o Acumulando Potencias y Desbloqueando Coeficientes, que fue conocido a través del matemático contemporáneo Liu Ruxie (刘汝谐) Jia describe el método utilizado como 'li cheng shi suo' (el sistema de tabulación para desbloquear coeficientes binomiales). El mismo aparece nuevamente en una publicación del libro de Zhu Shijie, El Espejo de Jade de las Cuatro Incógnitas (四元玉鉴) de 1303 d. C.
Alrededor de 1275 d. C., Yang tenía dos libros de matemáticas publicados, que eran conocidos como Xugu Zhaiqi Suanfa (续古摘奇算法) y Suanfa Tongbian Benmo (算法通变本末) (sumariamente llamados Yang Hui suan fa 杨辉算法), en los que trata sobre arreglos de números naturales en círculos concéntricos y no-concéntricos y sobre diagramas verticales-horizontales de arreglos complejos combinatorios (conocidos como círculos mágicos y cuadrados mágicos), explicando las reglas para su construcción. En su escrito, critica con dureza los trabajos previos de Li Chunfeng (李淳風) y de Liu Yi (刘益), que se contentaban con utilizar los métodos sin desarrollar sus orígenes teóricos o sus principios. Ilustrando una actitud moderna de las matemáticas, Yang dice en alguna ocasión: 
Los hombres de la Antigüedad cambiaban el nombre de sus métodos de problema en problema, de manera que no daban ninguna explicación específica, no hay manera de decir cuáles son sus bases o  su origen teórico.
En su trabajo escrito, Yang da la prueba teórica de la proposición que los complementos de paralelogramos que son como el diámetro de un paralelogramo dado, son iguales. Esta es la misma idea que la expresada por el matemático griego Euclides (fl. 300 a. C.), proposición 43 libro I, solo que Yang utiliza el caso de un rectángulo y el gnomon. Hay otros problemas geométricos y proposiciones matemáticas que son muy similares al sistema de Euclides. Sin embargo, los primeros libros de Euclides no fueron traducidos al chino hasta comienzos del siglo XVII, gracias a los esfuerzos conjuntos del jesuita italiano Matteo Ricci y el oficial de la Dinastía Ming Xu Guangqi.
Los trabajos de Yang son los primeros en que aparecen ecuaciones cuadráticas con coeficientes negativos, si bien se lo atribuye a su antecesor, el matemático Liu Yi.